# Lliga Llombarda-Aliança Nord
Lliga Llombarda-Aliança Nord fou una coalició electoral italiana que aplegava els principals partits autonomistes d'Itàlia septentrional, constituïda el 17 de febrer de 1989 de cara a les eleccions europees de 1989. Era formada per:
- Lliga Llombarda
- Lliga Vèneta
- Aliança Toscana
- Piemont Autonomista
- Uniun Ligure
- Lliga Emiliano-Romagnola

La llista va obtenir l'1,83% dels vots i 2 escons, Luigi Moretti i Francesco Speroni, ambdós de la Lliga Llombarda. L'Aliança fou el primer pas del procés federatiu que el febrer de 1991 desembocà en la creació de la Lliga Nord.